# Deutsches Reichsbräu
Deutsches Reichsbräu  (tiếng Đức: "Bia của đế chế Đức") là một loại bia Đức được sản xuất bởi cựu chính trị gia Tommy Frenck. Nó là một pilsner (một dòng bia nổi tiếng) với thể tích cồn là 4,9%. Tuy nhiên, thương hiệu đã gây tranh cãi vì sử dụng hình ảnh theo phong cách Đức quốc xã.

## Thiết kế
Hãng bia sử dụng nhãn hiệu màu nâu, theo các bản tin của phương tiện truyền thông, được cho là có liên quan đến Lực lượng bão táp (SA, còn được gọi là quân áo nâu). Logo của thương hiệu bao gồm một con đại bàng Reichsadler cùng thập tự sắt với tên của hãng được viết theo chữ Gothic ở bên dưới.

## Lịch sử
Thức uống ban đầu được rao bán trên các trang web của những người theo chủ nghĩa quốc xã mới vào tháng 1 năm 2020. Frenck nói rằng ông đã nảy ra ý tưởng này sau khi cảnh sát thi hành lệnh cấm rượu bia tại một ngày hội của người cùng tư tưởng với ông tại tu viện Vessra. Cùng năm, bia đã được bán hết trong một cửa hàng rượu ở thị trấn Bad Bibra, Sachsen-Anhalt. Tuy nhiên, hành vi này bị phát hiện bởi Quận trưởng Götz Ulrich, vào Ngày tưởng niệm Holocaust. Bia được bán với giá 18,88 euro, trong đó số "18" được hiểu trong mã Neo-Nazi là từ viết tắt của "AH" (Adolf Hitler) cũng như "88" là cách viết tắt của "Heil Hitler".
Cảnh sát được triệu tập để điều tra vì việc sử dụng hình ảnh theo phong cách quốc xã. Vì các biểu tượng được sử dụng trên nhãn bia không bị cấm theo Mục 86a Strafgesetzbuch và cũng không có hình chữ vạn xuất hiện, nên cảnh sát quyết định sản phẩm này không phải là bất hợp pháp. Cửa hàng rượu trên là một thương hiệu nhượng quyền độc lập của Getränke-Quelle. Họ đã ra lệnh cho cửa hàng không được bán thứ bia đó nữa cũng như chấm dứt thỏa thuận nhượng quyền thương mại của họ. Thay vào đó, Frenck lại bán Deutscheches Reichsbräu tại quán rượu của mình.